# نينا كاتسير
نينا كتسير (العبرية: נינה קציר، مولودة بلقب غوتليب، 4 أكتوبر 1914 - 12 مارس 1986) كانت زوجة رئيس دولة إسرائيل إفرايم كاتسير.
عملت مدرسة للغة الإنجليزية في ثانوية «تيخون ميوحاد» في مدينة رحوفوت.

## حياتها
ولدت في موجيلوف وتنتمي لعائلة غوتليب. هاجرت بمفردها في سن السادسة عشرة، ضمن موجة الهجرة اليهودية الثانية (المعروفة باسم عاليا الثانية) إلى فلسطين تحت الانتداب البريطاني، واستقرت رحوفوت، في منزل جدها.
وبعد تخرجها من معهد بيت هاكيرم في القدس عملت كمدرسة. ودرست العبرية في أولبان للمهاجرين الجدد، كمادرست اللغة الإنجليزية في المدارس. اشتهرت أثناء تدريسها اللغة الإنجليزية باستخدام أساليب التدريس الحديثة التي طورتها.
وكان لديها عمود في الجيروساليم بوست مخصص لمشاكل تدريس اللغة الأجنبية. وفي عام 1973 ألفت كتاب سياحيا إرشاديا بعنوان «العبرية مع ابتسامة» وأصدرته وزارة السياحة الإسرائيلية.
وحين صارت زوجة الرئيس، قامت بمبادرة لعقد اجتماعات بين الكتاب والأطفال. وبمبادرة منها، تم الاحتفال بأسبوع الطفل الدولي في إسرائيل، والذي تعقد فيه ضمن أنشطة أخرى، لقاءات مع زوجات الدبلوماسيين يتحدثن فيها عن إسرائيل مع الأطفال الإسرائيليين.
بعد حرب يوم الغفران، أحدثت فضيحة صغيرة عندما شرعت في توزيع آلاف من مجلات «بلاي بوي» الإباحية على الجنود في الجبهة، بناء على طلب من الجنود. 
أنجبت معزوجها إفرايم كاتسير ثلاثة أطفال: ابن واحد، هو مائير كازيلسكي، الذي يعمل أستاذاً للرياضيات في التخنيون، وابنتان توفيتا في سن مبكرة: فماتت الابنة نوريت في حادث استنشاق الغاز وابنتها إيريت انتحرت.
وعملت ضمن «مؤسسة نوريت» تخليداً لذكرى ابنتها، ونظمت أنشطة للمراهقات. وفي عام 1978، تم تأسيس «مركز نوريت كاتسير للمسرح» في القدس تخليداً لذكراها. وتم افتتاح مؤسسات أخرى باسم ابنتها، بما في ذلك نادي الشباب التابع لمنظمة «نجمة داود الحمراء»، ومدرسة التمريض في مستشفى أساف هاروفيه.